# 1848 Delvaux
1848 Delvaux este un asteroid din centura principală, descoperit pe 18 august 1933 de Eugène Delporte.